# Abdalazize ibne Almançor
Abdalazize ibne Almançor (Abd Al-'Aziz ibn al-Mansur) foi um emir do Reino Hamádida de 1105 até 1121/1122 ou 1124/1125, quando foi sucedido por seu filho Iáia. Era filho do emir Almançor ibne Nácer (r. 1088–1105).

## Via

Ruínas do Alcalá dos Banu Hamade

Abdalazize era filho do emir Almançor ibne Nácer (r. 1088–1105) e irmão de Badis (r. 1105). No reinado de seu irmão, era governador de Argel. Sob ordens de Badis, foi removido para Jijel, mas se recusou a aceitar a transferência e se dirige para Bugia, onde exerceu seu poder. Sucedeu o efêmero reinado de seu irmão e gozou de longo e pacífico reinado no qual viveu em companhia de juristas. Fez a paz com os berberes zenetas, em especial com o clã Banu Uamanu, ao se casar com a filha do celebrado chefe Macuque.
Em 1117/1118, o mestre masmuda ibne Tumarte e mádi dos futuros almóadas, retornou de Bagdá e parou Bugia, onde se reuniu com seu discípulo e sucessor Abde Almumine. Foi avisado que Abdalazize planejava puni-lo e fugiu para junto de uma das tribos sanhajas do vale de Bugia. Dali foi para Melala, localidade desconhecida talvez situada perto de El-Kseur, a poucos quilômetros a sudoeste de Bugia, onde começou a espalhar sua doutrina. Isso obrigou Abdalazize a tentar removê-lo dali, mas os locais o defenderam até ibne Tumarte partir para o Magrebe Ocidental.
Em data desconhecida, sua frota subjugou a ilha de Jerba e em 1120/1121, sitiou Túnis, na Ifríquia, obrigando o governador coraçane Amade ibne Abdalazize a se submeter. Na mesma época, seu filho e futuro sucessor, Iáia, recebeu a missão de recuperar o Alcalá dos Banu Hamade dos Banu Hilal. Ao submeter os emires locais ao poder hamádida, Iáia retornou para Bugia. Ele sucedeu seu pai em 1121/1122 ou 1124/1125.